# Abyssascidia wyvillii
Abyssascidia wyvillii är en sjöpungsart som beskrevs av William Abbott Herdman 1890. Abyssascidia wyvillii ingår i släktet Abyssascidia och familjen högermagade sjöpungar. Inga underarter finns listade i Catalogue of Life.